# Xavier Barachet
Xavier Barachet (Nice, 19 de novembro de 1988) é um handebolista profissional francês, campeão olímpico.